# Macronemurus linearis
Macronemurus linearis is een insect uit de familie van de mierenleeuwen (Myrmeleontidae), die tot de orde netvleugeligen (Neuroptera) behoort. 
Macronemurus linearis is voor het eerst wetenschappelijk beschreven door Klug in Ehrenberg in 1834.